# Nuevo León, Chiapas
Nuevo León är en ort i Mexiko.   Den ligger i kommunen Ocosingo och delstaten Chiapas, i den sydöstra delen av landet, 800 km öster om huvudstaden Mexico City. Nuevo León ligger 876 meter över havet och antalet invånare är 244.
Terrängen runt Nuevo León är varierad. Runt Nuevo León är det glesbefolkat, med 16 invånare per kvadratkilometer. Närmaste större samhälle är Cinco de Febrero, 5,9 km norr om Nuevo León. I omgivningarna runt Nuevo León växer i huvudsak städsegrön lövskog.